# Матус, Эстебан
Эстеба́н Патри́сио Ма́тус Ка́стро (исп. Esteban Patricio Matus Castro; род. 12 февраля 2002, Сантьяго) — чилийский футболист, защитник клуба «Аудакс Итальяно».

## Клубная карьера
Матус — воспитанник клуба «Аудакс Итальяно». 7 февраля 2022 года в матче против «Ньюбленсе» он дебютировал в чилийской Примере. В 2024 году Матус на правах аренды перешёл в «Унион Ла-Калера». 25 февраля в матче против «Уачипато» он дебютировал за новую команду. По окончании аренды игрок вернулся в «Аудакс Итальяно». 27 января 2025 года в поединке Кубка Чили против «Палестино» Эстебан забил свой первый гол за «Аудакс Итальяно».